# Pietro Cossali
Pietro Cossali (* 29. Juni 1748 in Verona; † 20. Dezember 1815 in Padua) war ein italienischer Mathematikhistoriker.

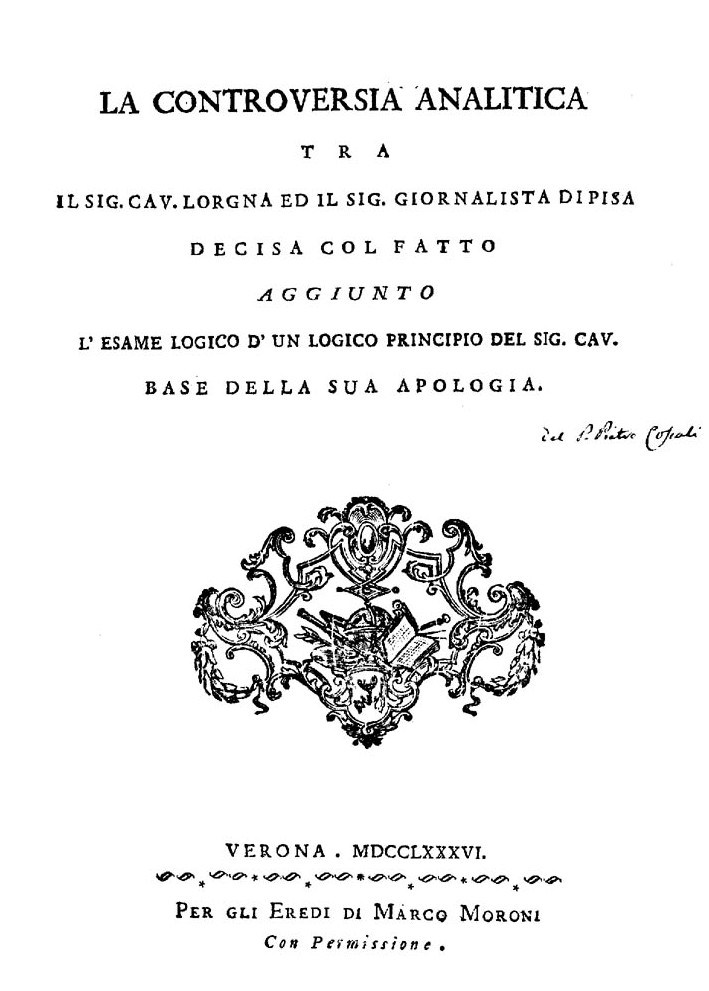
Controversia analitica, 1786

Cossali stammte aus einer adligen Familie und studierte am Jesuitenkolleg und dann mit einem Privatlehrer (einem Theatiner). 1768 ging er nach Mailand, wo er Mitglied des Theatiner-Ordens wurde. Er erhielt ein Angebot, an der Universität Padua kanonisches Recht zu lehren, er interessierte sich aber mehr für Mathematik, Physik und Philosophie und zog es vor, nach Verona zurückzukehren, wo er 1778 eine private wissenschaftliche Akademie speziell zur Förderung der Experimentalphysik gründete. Cossali war streitbar und hatte insbesondere Dispute mit dem Direktor der Militärschule in Verona Antonio Maria Lorgna, der ihm auch zunächst die Aufnahme in die von ihm 1782 gegründete Società Italiana di Scienze verweigerte (1793 wurde er dennoch aufgenommen). 1787 wurde er Professor für theoretische Physik in Parma, später für Astronomie. Ab 1791 publizierte er mehrere Bände Ephemeriden. 1806 wurde er von Napoleon zum Professor für höhere Analysis in Padua ernannt.
Ab den 1790er Jahren befasste er sich intensiv mit der Geschichte der Algebra, nachdem er schon 1779 über die Lösung der kubischen Gleichung bei Girolamo Cardano veröffentlicht hatte. 1797 und 1799 erschien seine Geschichte der Algebra, die ihn bekannt machte. Er korrigierte darin auch einige Fehler in der Mathematikgeschichte von Jean-Étienne Montucla. Der Schwerpunkt lag auf der Weiterentwicklung der Algebra in Italien (ab Leonardo von Pisa, dessen Liber Abaci er korrekt 1202 datierte) aus arabischen und griechischen Quellen.
Manuskripte zur Mathematikgeschichte kamen aus seinem Nachlass in die Bibliothek von Verona und wurden teilweise 1857 von Baldassare Boncompagni herausgegeben. Noch 1996 gab Romano Gatto La storia del caso irreducibile von Cossali heraus.
Er war eines der ersten Mitglieder des Istituto Veneto di Scienze, Lettere ed Arti in Venedig.

## Schriften
- Origine, trasporto in Italia, primi progressi in essa dell’algebra. Storia critica di nuove disquisitioni analitiche e metafisiche arricchita, 2 Bände 1797, 1799